# Milan Kerbr
Milan Kerbr (ur. 9 czerwca 1967 w Uherskim Hradišciu) – piłkarz czeski który występował na pozycji napastnika.

## Kariera klubowa
Kerbr rozpoczynał piłkarską karierę w młodzieżowych drużynach Jiskry Staré Město oraz Slovácká Slavia Uherské Hradiště, a następne w VTJ Tachov. W 1989 roku przeszedł do FC Svit Zlín, w którym spędził 2 lata. W 1991 roku trafił do Sigmy Ołomuniec i już w pierwszym sezonie strzelił 11 goli oraz z Sigmą zajął 3. miejsce w czechosłowackiej ekstraklasie. W tym samym sezonie dotarł z klubem z Ołomuńca do ćwierćfinału Pucharu UEFA. Po rozpadzie Czechosłowacji Sigma nie osiągała już większych sukcesów i do 1997 roku największym sukcesem był półfinał Pucharu Czech w tym samym roku oraz wicemistrzostwo kraju w 1996. Dla Sigmy wystąpił w 140 meczach ligowych i strzelił 35 goli.
Latem 1997 Kerbr przeszedł do niemieckiego SpVgg Greuther Fürth, grającego w 2. Bundeslidze. W pierwszym sezonie grał w wyjściowej jedenastce i zdobył dla tego klubu 5 goli, ale w sezonie 1998/1999 ani razu nie trafił do siatki rywali i w trakcie sezonu opuścił zespół. Przez pół roku Milan grał w Regionallidze w SC Weismain, następnie pozostawał bez klubu, a w sezonie 2000/2001 trafił do drugoligowego wówczas SSV Reutlingen 05, a w trakcie sezonu 2001/2002 z powodu kontuzji zakończył sportową karierę.

## Kariera reprezentacyjna
W reprezentacji Czech Kerbr zadebiutował 24 kwietnia 1996 roku w wygranym 2:0 towarzyskim meczu z Irlandią. Zagrał także w kolejnym sparingu z Austrią, a następnie został powołany do kadry na Euro 96. Na tym turnieju był jednak rezerwowym i nie wystąpił ani razu, ale przywiózł symboliczny srebrny medal za wicemistrzostwo Europy. W reprezentacji także więcej nie zagrał oprócz wspomnianych dwóch towarzyskich meczów.